# Новобасанська сільська територіальна громада
Новобасанська сільська громада — територіальна громада в Україні, в Ніжинському районі Чернігівської області. Адміністративний центр — село Нова Басань.
Площа громади — 234,08 км², населення — 5244 мешканці (2018).
Утворена 15 лютого 2017 року шляхом об'єднання Білоцерківської, Веприцької, Новобасанської та Новобиківської сільських рад Бобровицького району.
Відповідно до розпорядження Кабінету Міністрів України № 730-р від 12 червня 2020 року «Про визначення адміністративних центрів та затвердження територій територіальних громад Чернігівської області», до складу громади були включені території Вороньківської та Соколівської сільських рад Бобровицького району .  Площа громади зросла до 362,2 кв.км., населення - до 6132 осіб.

## Населені пункти
До складу громади входять 1 селище (Чистопілля) і 12 сіл: Білоцерківці, Бірки, Веприк, Вороньки, Красне, Мочалище, Нова Басань, Новий Биків, Новоселиця, Рокитне, Соколівка, Старий Биків.